# Cieszysław (województwo zachodniopomorskie)
Cieszysław (nazwa przejściowa – Augustów)– osada w Polsce położona w województwie zachodniopomorskim, w powiecie pyrzyckim, w gminie Warnice.
W latach 1975–1998 miejscowość należała administracyjnie do województwa szczecińskiego.
We wsi neoklasycystyczny dwór z końca XIX w., z dobudowanym w 1909 roku eklektycznym skrzydłem.